# Pseudomyrmex alvarengai
Pseudomyrmex alvarengai is een mierensoort uit de onderfamilie van de Pseudomyrmecinae. De wetenschappelijke naam van de soort is voor het eerst geldig gepubliceerd in 1961 door Kempf.